# Elecciones municipales de 2023 en Cádiz
Las elecciones municipales de 2023 se celebraron en Cádiz el domingo 28 de mayo, de acuerdo con el Real Decreto de convocatoria de elecciones locales en España  dispuesto el 3 de abril de 2023 y publicado en el Boletín Oficial del Estado el 4 de abril. Se eligieron los 27 concejales del pleno del Ayuntamiento de Cádiz, a través de un sistema proporcional (método d'Hondt), con listas cerradas y un umbral electoral del 5 %.

## Resultados
| Candidatura                | Candidatura                       | Votos  | %                               | Escaños                         |
| -------------------------- | --------------------------------- | ------ | ------------------------------- | ------------------------------- |
|                            | Partido Popular                   | 23 198 | 40,10                           | 14                              |
|                            | Partido Socialista Obrero Español | 11 558 | 19,98                           | 7                               |
|                            | Adelante Izquierda Gaditana       | 11 320 | 19,57                           | 6                               |
|                            | Vox                               | 2678   | 4,63                            | 0                               |
| Ahora Cádiz                | Ahora Cádiz                       | 2169   | 3,75                            | 0                               |
| Justicia Social            | Justicia Social                   | 1442   | 2,49                            | 0                               |
| Cadiz Si-Unión Andalucista | Cadiz Si-Unión Andalucista        | 1349   | 2.33                            | 0                               |
|                            | PACMA                             | 1045   | 1,80                            | 0                               |
|                            | Ciudadanos                        | 1001   | 1,73                            | 0                               |
|                            | Podemos                           | 999    | 1,72                            | 0                               |
| Escaños en Blanco          | Escaños en Blanco                 | 219    | 0,37                            | 0                               |
| Votos en blanco            | Votos en blanco                   | 862    | 1,49                            | n/a                             |
| Votos válidos              | Votos válidos                     | 57840  | 98,77                           | 27                              |
| Votos nulos                | Votos nulos                       | 724    | Participación: \| \| 61.68 % \| | Participación: \| \| 61.68 % \| |
| Votantes                   | Votantes                          | 58 564 | Participación: \| \| 61.68 % \| | Participación: \| \| 61.68 % \| |
|                            | 61.68 %                           |        | Participación: \| \| 61.68 % \| | Participación: \| \| 61.68 % \| |